# Hymedesmia jugalis
Hymedesmia jugalis är en svampdjursart som beskrevs av Topsent 1928. Hymedesmia jugalis ingår i släktet Hymedesmia och familjen Hymedesmiidae. Inga underarter finns listade i Catalogue of Life.